# Матсафа
Аэропорт Матсафа (англ. Matsapha Airport; (ИАТА: МТS, ИКАО: FDMS)) — международный аэропорт вблизи города Манзини, Эсватини. 
С 29 сентября 2014 года обслуживает только правительственные, военные и гуманитарные рейсы, гражданские рейсы в настоящее время обслуживает только Международный аэропорт имени короля Мсвати III, открытый 7 марта 2014 года.
Длина взлётно-посадочной полосы 2600 м, ширина 45 м. Покрытие — асфальт. Годовой пассажирооборот ≈ 100 000 человек[когда?].